# Władysław Pochwalski
Władysław Pochwalski (ur. 14 kwietnia 1860 w Krakowie, zm. 2 listopada 1924 tamże) – artysta malarz i konserwator dzieł sztuki.

## Życiorys
Prawnuk znanego malarza – Marcina Pochwalskiego, (ur. 1745), wnuk Kaspra Apolinarego Pochwalskiego (ur. 1783). Syn Józefa Kaspra Pochwalskiego, również malarza, brat Kazimierza Pochwalskiego. Żonaty z Jadwiga z Zatheyów (1872–1952), ojciec Kaspra Pochwalskiego.
Władysław studia malarskie ukończył w ASP w Krakowie pod kierunkiem Jana Matejki, oraz w Akademii Monachijskiej pod kierunkiem A. Wagnera, gdzie dnia 25 lipca 1891 na wystawie prac uczniów otrzymał dyplom pochwalny za studia malarskie. Był zasłużonym konserwatorem dzieł sztuki i założycielem pierwszej pracowni konserwatorskiej w Krakowie oraz kierownikiem zakładu konserwacji i restauracji Muzeum Narodowego w Krakowie i również członek założyciel ZPAP.
Pochowany został na cmentarzu Rakowickim w Krakowie, w grobowcu rodzinnym, w kwaterze IIIb.

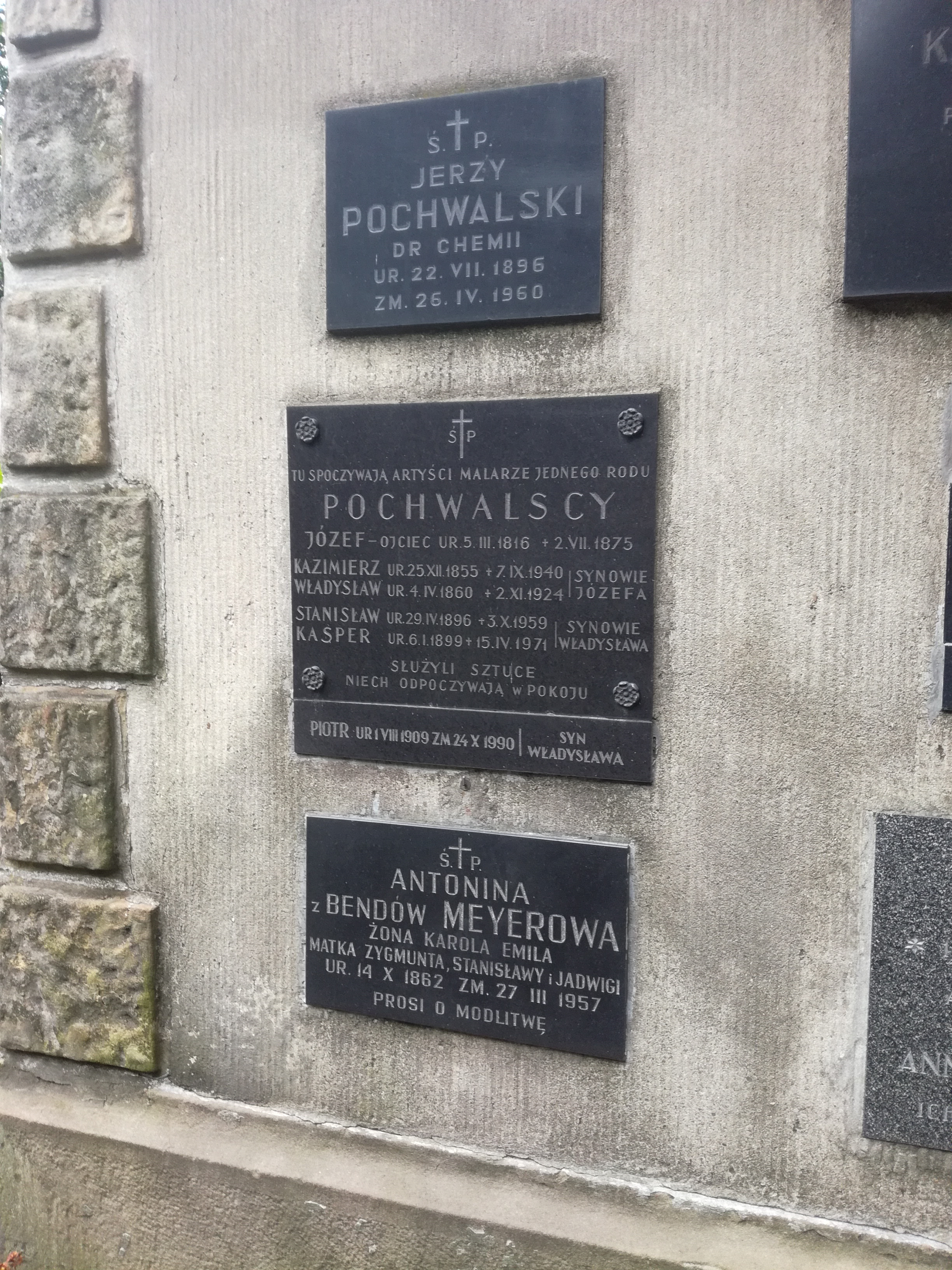
Tablica na grobie Władysława Pochwalskiego